# 후성
후성(侯成, ? ~ ?)은 중국 후한 말 여포 휘하의 무장이다. 여포의 부당한 대우에 송헌, 위속과 같이 조조에게 투항하였다.

## 생애
198년(건안 3년) 조조가 여포의 하비성을 포위하였다. 평소 불만이 있었던 후성은 송헌, 위속과 함께 진궁 및 고순을 붙잡아 조조에게 항복했다. 당초 후성은 빈객으로 하여금 말 15필을 기르게 했는데 그 빈객이 말들을 몰고 패성(沛城)의 유비에게로 향했기에 쫓아가 도로 되찾은 일이 있었다. 장수들이 하례하자 술을 빚고 돼지도 잡아서는 가장 먼저 여포에게 올렸다. 여포는 금주령을 내렸는데 술을 빚었다며 자신을 죽이려고 모의라도 하냐며 화를 내었다. 후성은 이 일이 앙금으로 남았었다. 이후의 행적은 기록이 없어 알 수 없다.

## 삼국지연의
사서가 아닌 소설 《삼국지연의》에서는 여포가 연주를 두고 조조와 다툴 때부터 팔건장의 일원으로 등장한다. 조조에게 항복할 때의 행적은 사서와 비슷하며 벌로 죽을 뻔하다가 위속과 송헌의 변호로 매질을 받는다. 이에 적토마를 훔쳐 조조에게 투항한다. 이 뒤로는 등장하지 않는다.

## 같이 보기
- 삼국지 인물 목록

## 참고 문헌
- 《구주춘추》 ; 배송지 주석, 《삼국지》7권 위서 제7 여포에서 인용